# Ширяй (дворянский род)
Ширяй (пол. Szyraj) — дворянский род.
Фамилия Ширяев происходит из древнего Польского шляхетства. Значковый Товарищ Стародубовского полка Степан Спиридонов сын Ширяй, за службы его от Петра I, пожалован на деревни грамотою (1708).
Потомки сего рода служили Российскому Престолу дворянские службы Бунчуковыми Товарищами и в других чинах и владели деревнями. Определением Новгород-Северского Дворянского Депутатского Собрания род Ширяев внесён в четвёртую часть родословной книги.
- Ширай, Степан Михайлович (1761—1841) — генерал-майор, черниговский губернский предводитель дворянства.

## Описание герба
В правой половине щита, в голубом поле, изображены золотые крест и над ним звезда (изм. польский герб Круцини). В левой половине в красном поле на серебряном поле, находится обращённая в левую сторону птица пеликан, питающий грудью своею трёх юных птенцов (изм. польский герб Пеликан).
Щит увенчан дворянскими шлемом и короною со страусовыми перьями. Намёт на щит голубой и красный, подложенный золотом. Герб рода Ширай (Ширяй) внесён в Часть 9 Общего гербовника дворянских родов Всероссийской империи, стр. 125